# Musikjahr 1609
Liste der Musikjahre

◄◄ | ◄ | 1605 | 1606 | 1607 | 1608 | Musikjahr 1609 | 1610 | 1611 | 1612 | 1613 | ► | ►►

Weitere Ereignisse
Dieser Artikel behandelt das Musikjahr 1609.

## Ereignisse
- John Bull versucht sich 1609–1610 als Orgelbauer für Erzherzog Albrecht, den Statthalter der spanischen Niederlande; im Verlaufe dieser Ereignisse wird er auf einer Seereise von Piraten ausgeraubt, und der Erzherzog muss sich nach eineinhalb Jahren Wartezeit einen anderen Orgelbauer suchen. Seit mindestens 1609 ist Bull mit Peter Philips befreundet, der wie er katholisch ist, und als Hoforganist in Brüssel wirkt.
- Scipione Dentice wird Kanonikus an der Kathedrale von Neapel.
- Girolamo Diruta wird zum Domorganisten in Gubbio berufen.
- Valentin Haussmann ist bis 1609 Organist und Ratsherr in Gerbstedt.
- Tiburtio Massaino ist laut Adriano Banchieri noch 1609 maestro di cappella in Piacenza.
- Jacopo Peri veröffentlicht 1609 mit „Le Varie Musiche“ eine Sammlung strophischer Gedichte, die in Form von Rezitativen und Solo-Madrigalen im neuen, monodischen Stil komponiert sind.
- Giovanni Battista Riccio erhält 1609 an der Scuola di San Giovanni Evangelista in Venedig die Stelle des Organisten, obschon der Vertrag ihn als Violinisten ausweist.
- Thomas Robinson veröffentlicht mit New Citharen Lessons, ein Lehrbuch für Cister, gerichtet an Anfänger und Fortgeschrittene.
- Heinrich Schütz absolviert dank eines Stipendiums des Landgrafen Moritz von Hessen-Kassel von 1609 bis 1612 ein dreijähriges Studium in Venedig beim Kirchenmusiker und Hauptorganisten am Markusdom Giovanni Gabrieli.
- Francis Tregian wird 1609 wegen seiner „Weigerung am anglikanischen Gottesdienst teilzunehmen“ (das engl. Delikt lautete „recusancy“) verhaftet, wird zehn Jahre lang im Fleet-Gefängnis in London inhaftiert und stirbt dort 1619.

## Instrumental- und Vokalmusik (Auswahl)
- Agostino Agazzari – 6 Psalmen, op. 12, Venedig: Ricciardo Amadino
- Gregor Aichinger
  - Sacrae Dei laudes sub officio divino concinendae..., Dillingen: Adam Meltzer
  - Teutsche Gesenglein: auss dem Psalter dess H. Propheten Davids ..., Dillingen: Adam Meltzer
  - Quercus dodonea, Augsburg: Johann Praetorius
- Giovanni Francesco Anerio – Motetten zu einer, zwei und drei Stimmen, Rom: Giovanni Battista Robletti
- Ludovico Balbi – Completorium zu zwölf Stimmen in drei Chören, Venedig: Alessandro Raverii (posthum veröffentlicht)
- Adriano Banchieri – Gemelli armonici, op. 21, Venedig: Ricciardo Amadino (Sammlung von Motetten zu zwei Stimmen)
- Severo Bonini
  - erstes Buch der Motetten zu drei Stimmen, op. 3, Venedig: Alessandro Raverii
  - zweites Buch der Madrigale und Motetten für Sologesang mit Cembalo, Theorbe und Orgel, Florenz: Cristofano Marescotti
- Bernardino Borlasca – Scherzi musicali ecclesiastici sopra la cantica zu drei Stimmen und Basso continuo, Venedig: Alessandro Raverii
- William Brade – Newe ausserlesene Paduanen, Galliarden, Canzonen, Allmand und Coranten auff allen musicalischen Instrumenten lieblich zu gebrauchen, Hamburg: Michael Hering (Sammlung von Tanzmusik für fünf Instrumente)
- Eustache du Caurroy – Preces ecclesiasticae ad numeros musices redactae (2 Bände) mit 5 fantaisies sur une jeune fillette, Paris: Pierre Ballard
- Antonio Cifra
  - erstes Buch der Motetten zu zwei, drei und vier Stimmen, Venedig: Giacomo Vincenti
  - zweites Buch der Motetten zu zwei, drei und vier Stimmen, Rom: Giovanni Battista Robletti
  - drittes Buch der Motetten zu zwei, drei und vier Stimmen, Rom: Giovanni Battista Robletti
  - 7 Psalmen zu vier Stimmen, op. 7, Rom: Giovanni Battista Robletti
  - viertes Buch der Motetten zu zwei, drei und vier Stimmen, op. 8, Rom: Giovanni Battista Robletti
- Camillo Cortellini – Messen zu vier, fünf, sechs und acht Stimmen mit Basso continuo, Venedig: Giacomo Vincenti
- Christoph Demantius – Covivialium concentuum zu sechs Stimmen, Jena: Christoph Lippold für David Kauffmann (Sammlung von Madrigalen, Canzonettas und Villanelle in deutscher Sprache)
- Noé Faignient – 2 Motetten, in: Hortulus musicalis, München
- Alfonso Ferrabosco der Jüngere
  - Ayres zu einer und zwei Stimmen mit Laute und Basso continuo, London: Thomas Snodham für John Browne
  - Lessons for 1. 2. and 3. viols, London: Thomas Snodham für John Browne (enthält Musik für inszenierte Werke von Ben Jonson)
- Giacomo Finetti – Omnia in nocte Nativitatis Domini nostri Iesu Christi, quae ad matinum spectant zu fünf Stimmen, Venedig: Angelo Gardano
- Melchior Franck – Gratulationes Musicae, Coburg: Justus Hauck (Hochzeitslied)
- Giovanni Giacomo Gastoldi – Salmi per tutti li Vespri a 2 voci
- Bartholomäus Gesius
  - Melodiae scholasticae sub horarum intervallis decantandae, Frankfurt an der Oder: Friedrich Hartmann
  - Hymni patrum cum canticis sacris, latinis et germanicis, de praecipuis festis anniversarijs zu vier Stimmen, Frankfurt an der Oder: Friedrich Hartmann
  - Psalm 132 zu acht Stimmen, Frankfurt an der Oder: Friedrich Hartmann
  - Psalm 128 zu acht Stimmen, Frankfurt an der Oder: Friedrich Hartmann
- Sigismondo d’India – Le musiche da cantar solo nel clavicordo, chitarrone, arpa doppia, Mailand: Simon Tini & Filippo Lomazzo (Lieder für Solostimme mit Begleitung)
- Robert Jones – A Musicall Dreame. Or the Fourth Book of Ayre, 21 ayres für eine, zwei und vier Singstimmen, Laute und Bassviole, London
- Giovanni Girolamo Kapsberger – erstes Buch der Madrigale zu fünf Stimmen mit Basso continuo, Rom: Pietro Manelfi
- Carolus Luython – Liber I missarum, Prag: Nicolaus Straus
- Tiburtio Massaino – Quaerimoniae cum responsoriis infra hebdomadam sanctam concinendae zu fünf Stimmen, op. 34, Venedig: Alessandro Raverii
- Ascanio Mayone
  - Secondo libro di diversi capricci per sonare, Neapel: Giovanni Battista Gargano & Lucrezio Nucci (Sammlung von Cembalomusik)
  - Teatro de madrigali a cinque voci. De diversi eccellentiss. musici napoletani…, Neapel
- Leonard Meldert – Madrigal Felice ora ch’Orfeo in der Sammlung Sonetti novi sopra le ville di Frascati, Rom
- Claudio Merulo – Misse due… (1609, posthum), darin: 2 Messen (zu 8 bzw. 12 Stimmen) und Litaniae Beatae Mariae Virginis (8-stimmig)
- Simone Molinaro – drittes Buch der Motetten zu fünf Stimmen mit Basso continuo, Venedig: Alessandro Raverii
- Johannes Nucius – Cantionum sacrarum zu fünf und sechs Stimmen, 2 Bücher, Legnica: Nicolaus Sartorius
- Jacopo Peri – Le varie musiche zu einer, zwei und drei Stimmen, Florenz: Cristoforo Marescotti

- Thomas Ravenscroft

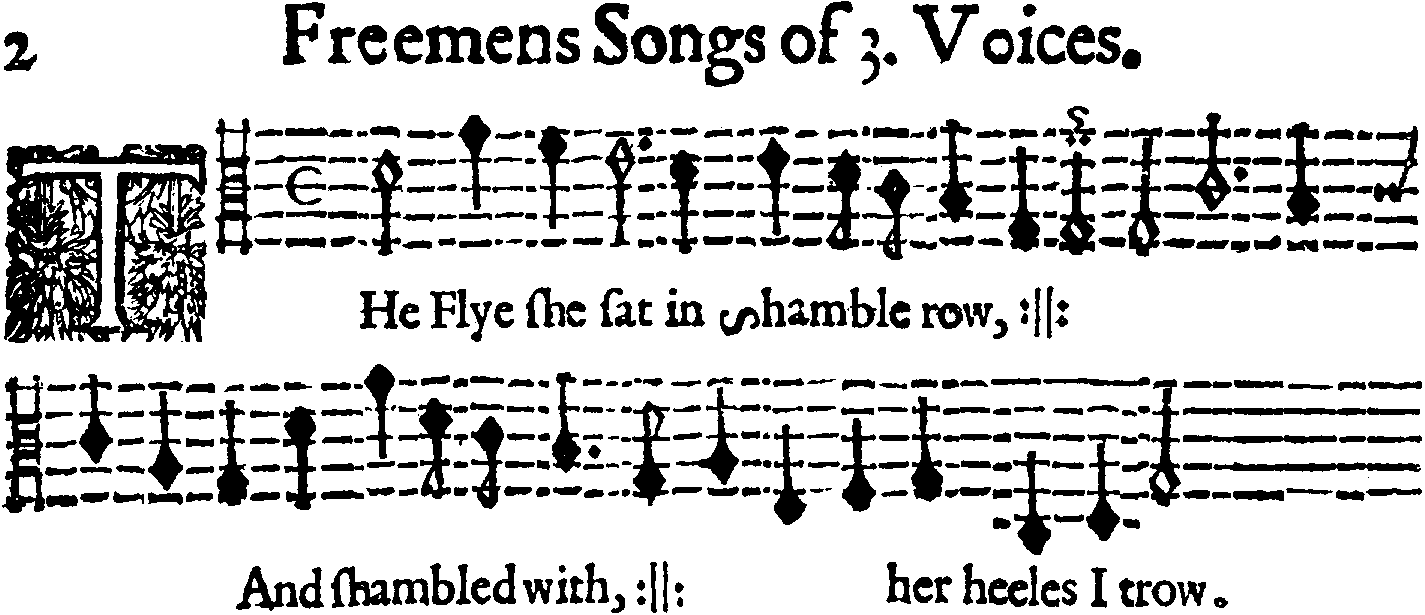
Ausschnitt aus dem Druck eines Liedes von Thomas Ravenscroft mit beweglichen Lettern von 1609

  - Pammelia Musicks Miscellanie or Mixed Varietie of Pleasant Roundelays, and delightfull Catches, of 3, 4, 5, 6, 7, 8, 10 Parts in one, London
  - Deuteromelia The Second part of Musicks melodie, or melodius Musicke of Pleasant Roundelais; K.H. mirth, or Freemans Songs and delightfull Catches, London
- Jakob Regnart
  - 1 Motette, in: Hortus musicalis zu fünf bis sechs Stimmen, München
  - 1 Werk, in: Musicalischer Zeitvertreiber zu vier bis acht Stimmen, Nürnberg
- Giovanni Maria Trabaci – Sylva harmonica, Bearbeitung früherer Motetten für 1 Singstimme und Basso continuo, Neapel
- Jan van Turnhout – Madrigal In saevo mari zu sechs Stimmen, in der Sammlung Hortus musicalis, München
- Cornelis Verdonck – 1 Motette zu fünf Stimmen in der Sammlung Florilegium sacrarum cantionum, Antwerpen
- Lodovico Grossi da Viadana
  - Completorium Romanum quaternis Vocibus decantandum, una cum Basso continuo pro Organo, op. 21, Venedig,
  - Lamentationes Hieremiae Prophetae zu vier Stimmen, op. 22, Venedig
  - Responsoria ad Lamentationes Hieremiae Prophetae, op. 23, Venedig
  - Il terzo Libro de’ Concerti ecclesiastici a due, a tre, et a quattro Voci con il Basso per sonar nell’Organo, op. 24, Venedig
- Laurent de Vos – Motette Cometis carnes wurde in der Sammlung Florilegium sacrarum cantionum, Antwerpen
- John Wilbye – The Second Set Of Madrigales To 3. 4. 5. and 6. parts, apt both for Voyals and Voyces

## Musiktheater
- Claudio Monteverdi veröffentlicht 1609 in Venedig bei Ricciardo Amadino die Partitur seiner Oper L’Orfeo, die 1607 in Venedig uraufgeführt wurde.

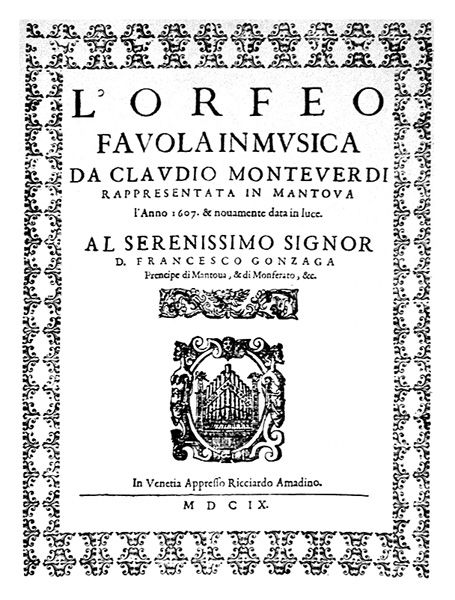
Claudio Monteverdi – L’Orfeo – Titelseite der Partitur, Venedig 1609
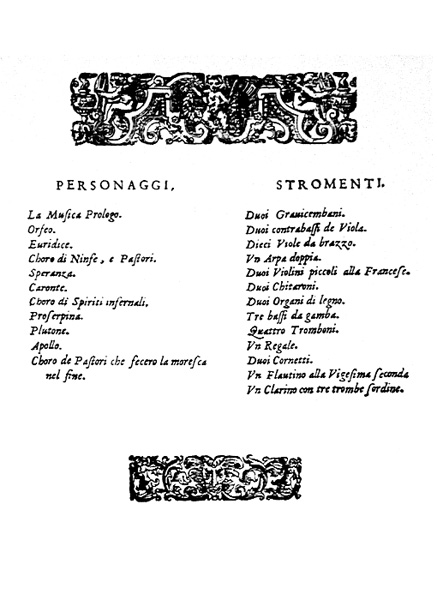
Claudio Monteverdi – L’Orfeo – Liste der Rollen und Instrumente, Venedig 1609
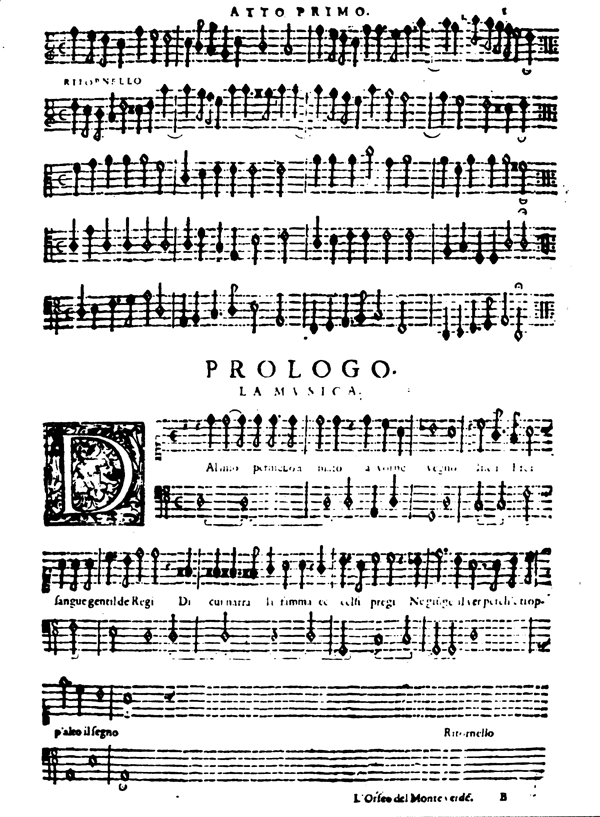
Claudio Monteverdi – L’Orfeo – Seite aus der Partitur, Venedig 1609

## Musiktheoretische Schriften
- Heinrich Brucaeus – Musica theorica (von Joachim Burmeister veröffentlicht)
- Thomas Robinson
  - New Citharen Lessons, London
  - Medulla Musicke, London (nicht überliefert)

## Geboren

### Geburtsdatum gesichert
- 21. Juli: Christian Othfar, deutscher Arzt und lutherischer Kirchenlieddichter († 1660)

### Genaues Geburtsdatum unbekannt
- Alberich Mazak, österreichischer römisch-katholischer Ordenspriester, Komponist, Chorleiter und Kapellmeister († 1661)

## Gestorben

### Todesdatum gesichert
- 04. Januar: Giovanni Giacomo Gastoldi, italienischer Sänger, Kapellmeister und Komponist (* um 1553)

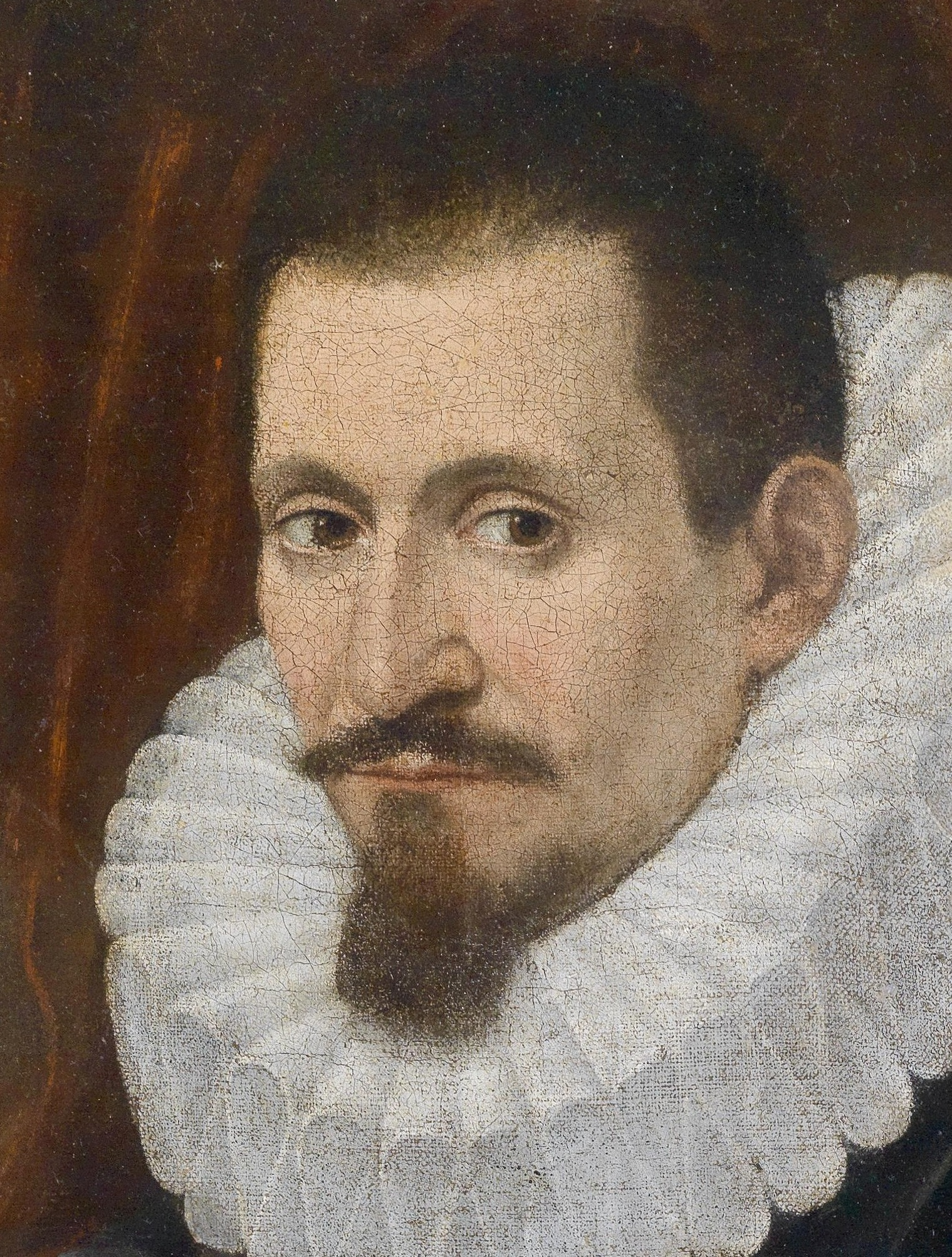
Giovanni Giacomo Gastoldi; † 4. Januar

- 28. Februar: Paul Sartorius, deutscher Komponist und Organist (* 1569)
- 29. März: Pau Villalonga, spanischer Komponist (* unbekannt)
- 14. April: Gasparo da Salò, italienischer Geigenbauer (* 1540)
- 15. Mai: Giovanni Croce, italienischer Komponist, Kapellmeister und Priester der venezianischen Renaissance (* 1557)
- 19. Juli: Nicolas Gistou, dänischer Komponist (* unbekannt)
- 07. August: Eustache du Caurroy, französischer Komponist (* 1549)
- 28. August: Stefano Fabri, italienischer Kapellmeister (* um 1560)
- 02. September: Ippolito Baccusi, italienischer Komponist und Kapellmeister (* vor 1550)
- 01. Oktober: Giovanni Matteo Asola, italienischer Kapellmeister und Komponist (* um 1532)
- 23. November: Thomas Hartmann, deutscher evangelischer Theologe und Kirchenlieddichter (* 1548)

### Genaues Todesdatum unbekannt
- Christian Busse, deutscher Organist, Orgelbauer und Schulmeister (* um 1560)
- Kanaka Dasa, Dichter, Philosoph, Musiker und Komponist karnatischer Musik (* 1509)
- Ferdinando di Lasso, deutscher Komponist (* 1560)